# Il Giardino Armonico
Il Giardino Armonico, italiensk musikensemble bildad 1985. 
Il Giardino Armonicos repertoar inriktar sig mest på barockmusik från 1600-talet och 1700-talet (speciellt Antonio Vivaldi). Deras specialitet är att spela den lite snabbare än normalt. 
Il Giardino Armonico har spelat in många CD-skivor, bl.a. The Vivaldi Album där de spelar tillsammans med Cecilia Bartoli. Skivan vann till och med en Grammy 2001.
Men förutom gruppens stora mängd Vivaldi-skivor har de dessutom spelat in div. verk av Händel och Bachs Brandenburgkonserter m.m.